# بريت هارتمان
بريت هارتمان (بالإنجليزية: Brett Hartmann)‏ هو لاعب كرة قدم أمريكية أمريكي، ولد في 17 أغسطس 1987 في مينوموني فولز في الولايات المتحدة.

## وصلات خارجية
- بريت هارتمان على موقع مرجع كرة القدم المحترفة.كوم (الإنجليزية)